# 酒令具

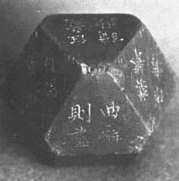
出土品（実物は現存せず）

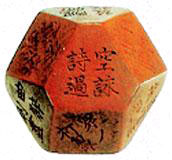
複製品

酒令具（チュリョング、주령구）は、朝鮮の歴史上、新羅の宴席で使われた酒令（罰ゲーム）用の木製の十四面体のサイコロである。

## 形状
具体的な形状は、切頂八面体の変形による正方形6面・六角形8面から成る十四面体である。十四面体は正多面体が不可能な面数であるが、各面の面積は、正方形の面は6.25cm2、六角形の面は6.265cm2の面積で、互いに近くなっており、そして投げた場合の各面の出る確率もほぼ等しくなる（ほぼ1/14となる）ように作られている。ただし酒令具の形状では全ての面が同じ形状となっているわけではなく、重心からの距離を考えると、投げるのではなく転がした場合の確率には六角形の面の方が出やすくなるという偏りが生じ、全ての面が合同な多角形で構成されるサイコロ（十四面体の場合は正ねじれ双七角錐など）と比べると実用性はやや劣る。古代中国の「煢（けい）」と呼ばれる多面体のサイコロと同系とも言われる。

## 発見とその後
1975年に慶州市の雁鴨池（アナプチ、안압지）から出土した。ちなみにその近くからは六面体のサイコロも出土している。
国立文化財研究所はまず、サイコロに紙を当てて実測し、展開図を作っており、これをもとに複製品を製作した。この酒令具の出土品そのものは、水分を取り除く保存処理のため、温度が自動調節される特殊オーブンに一晩入れておいたところ、温度が高すぎて燃えてしまったため現存していない。そのため現在では複製品のみが現存している。

## 各面の記載内容
各面には、1面のみ「自唱怪来晩」と漢字5文字が書かれている以外は全て漢字4文字が書かれており、その目が出たときにする行為（罰ゲーム）が記されている。
|           | 漢字       | ハングル   | 意味                                                                 |
| --------- | ---------- | ---------- | -------------------------------------------------------------------- |
| 正方形6面 | 飲尽大笑   | 음진대소   | 酒を飲んで大声で笑う                                                 |
| 正方形6面 | 三盞一去   | 삼잔일거   | 酒を3杯、一気飲みする。あるいは酒を3杯飲んで一歩きする               |
| 正方形6面 | 自唱自飲   | 자창자음   | 独りで歌を唄い、酒を飲む                                             |
| 正方形6面 | 禁声作舞   | 금성작무   | 声を出さずに踊る                                                     |
| 正方形6面 | 衆人打鼻   | 중인타비   | その場にいる全員から鼻を叩かれる                                     |
| 正方形6面 | 有犯空過   | 유범공과   | その場にいる全員からけんかを売られたりいたずらされたりしても我慢する |
| 六角形8面 | 醜物莫放   | 추물막방   | 汚れても捨ててはいけない                                             |
| 六角形8面 | 両盞則放   | 양잔즉방   | 酒を2杯素早く飲んで、他の人に杯を渡す                                |
| 六角形8面 | 任意請歌   | 임의청가   | 誰かを指差して歌を請う                                               |
| 六角形8面 | 曲臂則尽   | 곡비즉진   | 腕を曲げて酒を全部飲む                                               |
| 六角形8面 | 弄面孔過   | 농면공과   | 顔をくすぐりまわされても我慢する                                     |
| 六角形8面 | 自唱怪来晩 | 자창괴래만 | 「怪来晩」の歌を唄う                                                 |
| 六角形8面 | 月鏡一曲   | 월경일곡   | 「月鏡」の歌を唄う                                                   |
| 六角形8面 | 空詠詩過   | 공영시과   | 詩を1首詠む                                                          |